# San Benedetto Val di Sambro
San Benedetto Val di Sambro (emilián nyelven San Bandàtt) település Olaszországban, Emilia-Romagna régióban, Bologna megyében. Lakosainak száma 4189 fő (2023. január 1.). San Benedetto Val di Sambro Firenzuola, Grizzana Morandi, Monghidoro, Monzuno és Castiglione dei Pepoli községekkel határos.

## Népesség
A település lakossága az elmúlt években az alábbi módon változott:
| Lakosok száma | 4249 | 4198 | 4189 |
|               | 2017 | 2018 | 2023 |